# Steve Williams (roeier)
Stephen David (Steve) Williams (Leamington Spa, 15 april 1976) is een Brits voormalig roeier. Williams maakte zijn debuut met een zesde plaats in de twee-zonder-stuurman tijdens de wereldkampioenschappen roeien 1998. Bij de wereldkampioenschappen roeien 2000 voor niet Olympische nummer won Williams zijn eerste wereldtitel in de vier-met-stuurman. Een jaar later won Williams de wereldtitel in de Olympische vier-zonder-stuurman tijdens de wereldkampioenschappen roeien 2001. Na twee zilveren medaille in de vier-zonder-stuurman tijdens de wereldkampioenschappen roeien 2002 en 2003, nam Williams voor de eerste maal deel aan de Olympische spelen en won toen de gouden medaille in de vier-zonder-stuurman. Williams werd tweemaal wereldkampioen op rij tijdens de wereldkampioenschappen roeien 2005 en 2006. Op de Olympische Zomerspelen 2008 werd Williams voor de tweede maal olympisch kampioen in de vier-zonder-stuurman.
In 2011 skiede Williams naar de Noordpool en hij beklom de Mount Everest. Samen met Manuela Di Centa is hij de enige olympisch kampioen die op de top heeft gestaan van de Mount Everest.
Vanwege Williams zijn gouden medaille werd hij in 2005 benoemd tot lid in de Orde van het Britse Rijk. In 2009 werd Cracknell bevordert tot Officier in de Orde van het Britse Rijk vanwege zijn tweede Olympische gouden medaille.

## Resultaten
- Wereldkampioenschappen roeien 1998 in Keulen 6e in de twee-zonder-stuurman
- Wereldkampioenschappen roeien 1999 in St. Catharines 5e in de twee-zonder-stuurman
- Wereldkampioenschappen roeien 2000 in Zagreb  in de vier-met-stuurman
- Wereldkampioenschappen roeien 2001 in Luzern  in de vier-zonder-stuurman
- Wereldkampioenschappen roeien 2002 in Sevilla  in de vier-zonder-stuurman
- Wereldkampioenschappen roeien 2003 in Milaan  in de vier-zonder-stuurman
- Olympische Zomerspelen 2004 in Athene  in de vier-zonder-stuurman
- Wereldkampioenschappen roeien 2005 in Kaizu  in de vier-zonder-stuurman
- Wereldkampioenschappen roeien 2006 in Eton  in de vier-zonder-stuurman
- Wereldkampioenschappen roeien 2007 in München 4e in de vier-zonder-stuurman
- Olympische Zomerspelen 2008 in Peking  in de vier-zonder-stuurman

1904: Arthur Stockhoff & August Erker & Albert Nasse & George Dietz ·
1908: Robert Cudmore & James Angus Gillan & Duncan Mackinnon & Robert Somers-Smith ·
1924: Charles Eley & James MacNabb & Robert Morrison & Terence Sanders ·
1928: John Lander & Michael Warriner & Richard Beesly & Edward Bevan ·
1932: John Badcock & Hugh Edwards & Jack Beresford & Rowland George ·
1936: Rudolf Eckstein & Anton Rom & Martin Karl & Wilhelm Menne ·
1948: Giuseppe Moioli & Elio Morille & Giovanni Invernizzi & Franco Faggi ·
1952: Duje Bonačić & Velimir Valenta & Mate Trojanović & Petar Šegvić ·
1956: Archibald MacKinnon & Walter D'Hondt & Lorne Loomer & Donald Arnold ·
1960: Arthur Ayrault & Ted Nash & John Sayre & Richard Wailes ·
1964: John Ørsted Hansen & Bjørn Hasløv & Erik Petersen & Kurt Helmudt ·
1968: Frank Forberger & Frank Rühle & Dieter Grahn & Dieter Schubert ·
1972: Frank Forberger & Frank Rühle & Dieter Grahn & Dieter Schubert ·
1976: Siegfried Brietzke & Andreas Decker & Stefan Semmler & Wolfgang Mager ·
1980: [[Jürgen Thiele] & Andreas Decker & Stefan Semmler] & Siegfried Brietzke ·
1984: Les O'Connell & Shane O'Brien & Conrad Robertson & Keith Trask ·
1988: Roland Schröder & Thomas Greiner & Ralf Brudel & Olaf Förster ·
1992: Andrew Cooper & Nick Green & Mike McKay & James Tomkins ·
1996: Nick Green & Drew Ginn & James Tomkins & Mike McKay ·
2000: James Cracknell & Steve Redgrave & Tim Foster & Matthew Pinsent ·
2004: Steve Williams & James Cracknell & Ed Coode & Matthew Pinsent ·
2008: Tom James & Pete Reed & Andrew Triggs-Hodge & Steve Williams ·
2012: Alex Gregory & Pete Reed & Tom James & Andrew Triggs-Hodge ·
2016: Alex Gregory & Constantine Louloudis & George Nash & Mohamed Sbihi ·
2020: Alexander Purnell & Spencer Turrin  & Jack Hargreaves  & Alexander Hill ·
2024: Nick Mead & Justin Best & Michael Grady & Liam Corrigan